# Belle Fourche
Belle Fourche – miasto w Stanach Zjednoczonych, w stanie Dakota Południowa, w hrabstwie Butte.